# 폴라에어 카고
폴라에어 카고(영어: Polar Air Cargo)는 미국 퍼체스, 뉴욕에 베이스를 둔 화물 항공사로 북아메리카, 아시아, 유럽, 중동으로 정기 카고편을 운항하며 테드 스티븐스 앵커리지 국제공항을 메인 베이스 공항으로 사용하며 그 밖의 허브 공항은 로스앤젤레스 국제공항, 신시내티 노던켄터키 국제공항, 인천국제공항이 있으며 계열사는 1992년에 설립한 화물 항공사인 아틀라스 항공이 있다.

## 역사
폴라에어 카고는 중형 규모의 화물 수송 전용 항공사로 1993년에 플라잉 타이거 라인 출신의 임직원을 중심으로 설립하였다. 당시 1대뿐인 보잉 747-100F로 뉴욕 존 F. 케네디 국제공항에서 아일랜드의 섀넌 공항(영어: Shannon Airport)으로 처음 취항하였고 이후 발전을 거듭하면서 화물전용 항공부문에서 세계적인 선도기업이 되었고 2001년 항공 운송 전문 기업인 아틀라스 항공 월드와이드 홀딩스에 인수되었다. AAWH는 세계적인 화물 항공사인 아틀라스 항공의 계열사로 2008년 외국 항공사 처음으로 인천국제공항에 단독 화물터미널 AACT(영어: Atlas Air Cargo Terminal)를 준공했다. 세계적인 물류기업 DHL이 지분 49%를 가지고 있으며 2011년 대한민국에서 10개 노선에서 화물기를 주 34회 운항하고 있다.

## 보유 기종

### 현재 사용하는 기종
- 2020년 6월 기준으로 폴라에어 카고는 다음과 같은 기종을 보유하고 있으며 평균 기령은 14.5년이다.[2]

## 사진

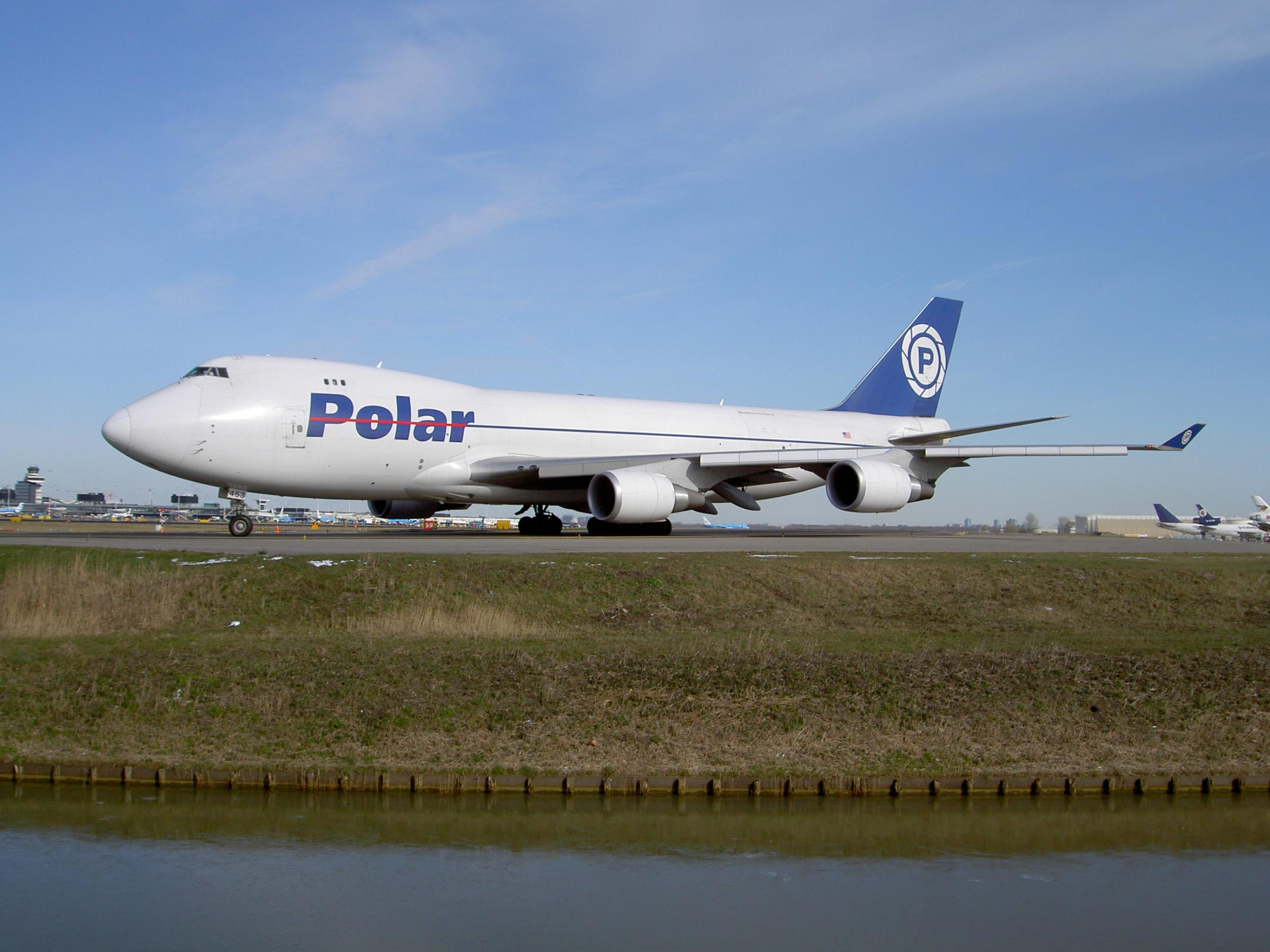
폴라에어 카고의 보잉 747-400F
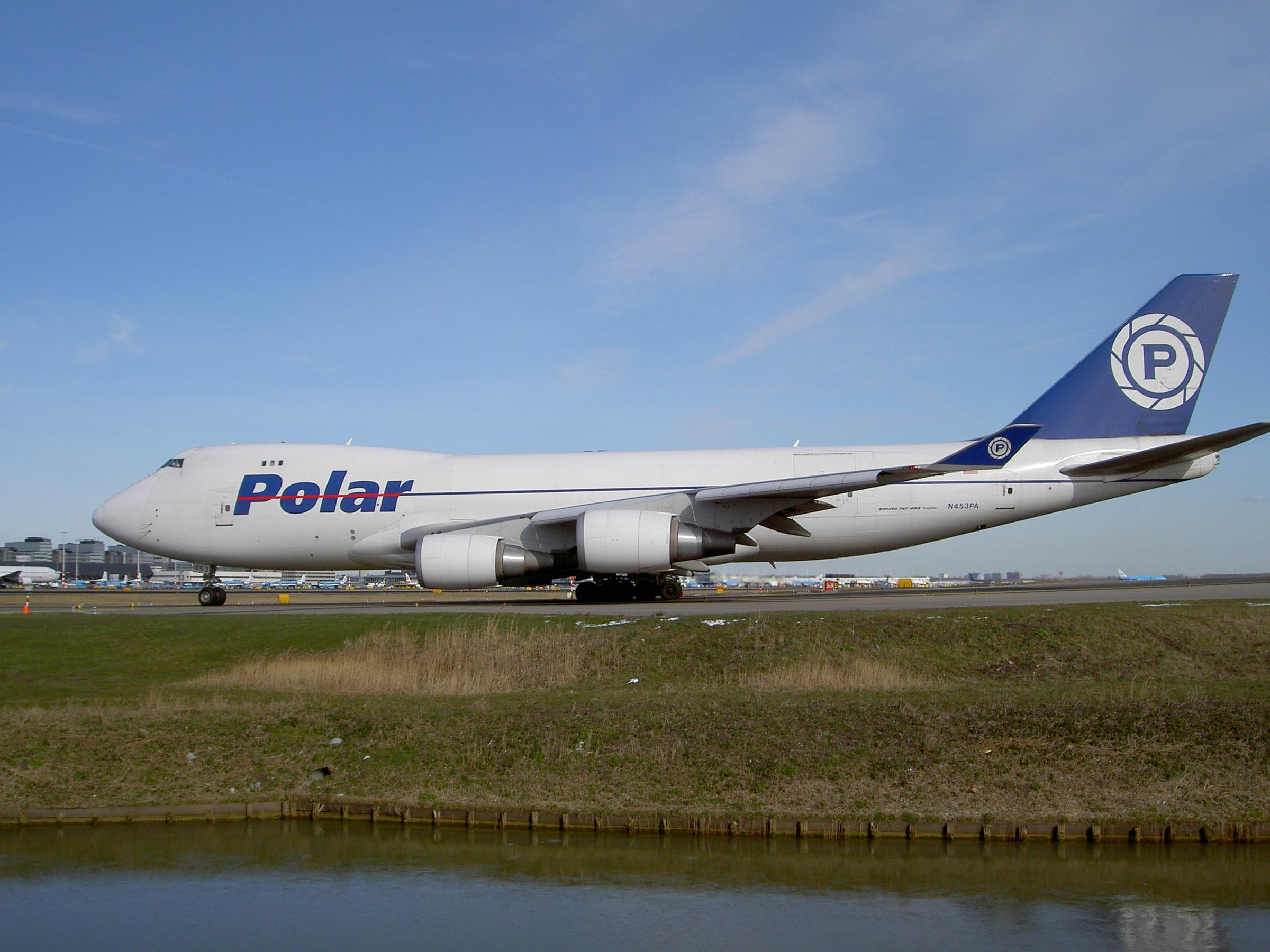
폴라에어 카고의 보잉 747-400F
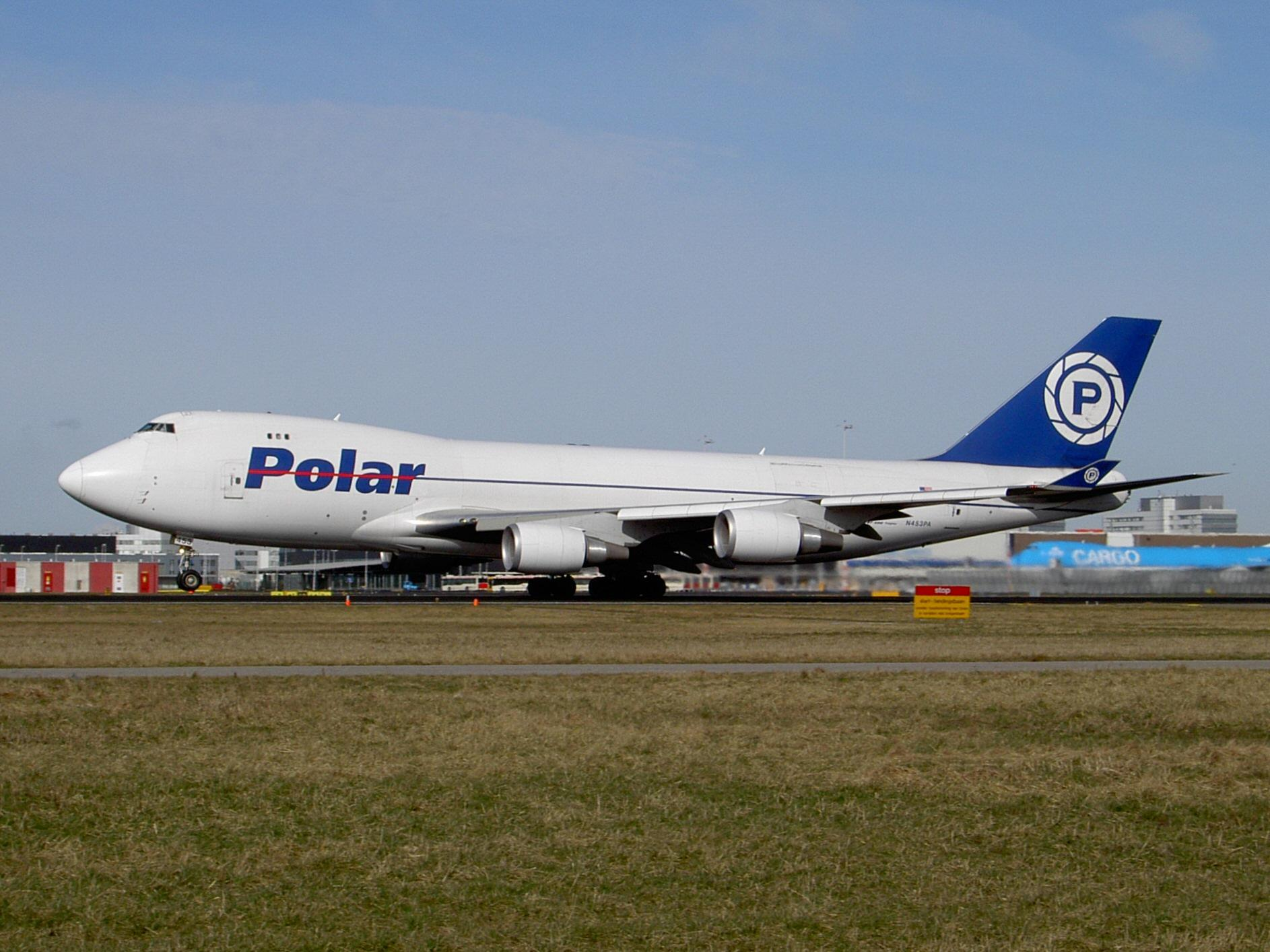
폴라에어 카고의 보잉 747-400F

## 같이 보기
- 아틀라스 항공
- 글로벌 서플라이 시스템스